# Dicrotendipes chambiensis
Dicrotendipes chambiensis är en tvåvingeart som först beskrevs av Maurice Emile Marie Goetghebuer 1936.  Dicrotendipes chambiensis ingår i släktet Dicrotendipes och familjen fjädermyggor. Inga underarter finns listade i Catalogue of Life.